# Bolsøy
Pour l'île, voir Bolsøya.
Bolsøy est une ancienne commune du comté de Møre og Romsdal, en Norvège. Bolsøy englobait l'île de Bolsøya, les terres autour du Fannefjord y compris une grande partie de la commune de Molde, à l'exclusion de la ville elle-même. 
Bolsøy est desservie par la route touristique 64 reliant Kristiansund à Åndalsnes.

## Histoire
La paroisse de Bolsøy est devenue une commune le 1er janvier 1838. Selon le recensement de 1835, Bolsøy avait une population de 2391. Le 1er janvier 1877, la ferme Sotnakken (19 habitants) a été ajouté à Bolsøy. En 1915, une partie de Bolsøy avec 183 habitants a été transféré à Molde. De nouveau, en 1952, une autre partie de Bolsøy (1 913 habitants) a été transférée à Molde. Le 1er janvier 1964, la municipalité de Bolsøy est incorporée dans la commune de Molde. Avant la fusion, Bolsøy avait une population de 7996 habitants. 